# Julia av Korsika

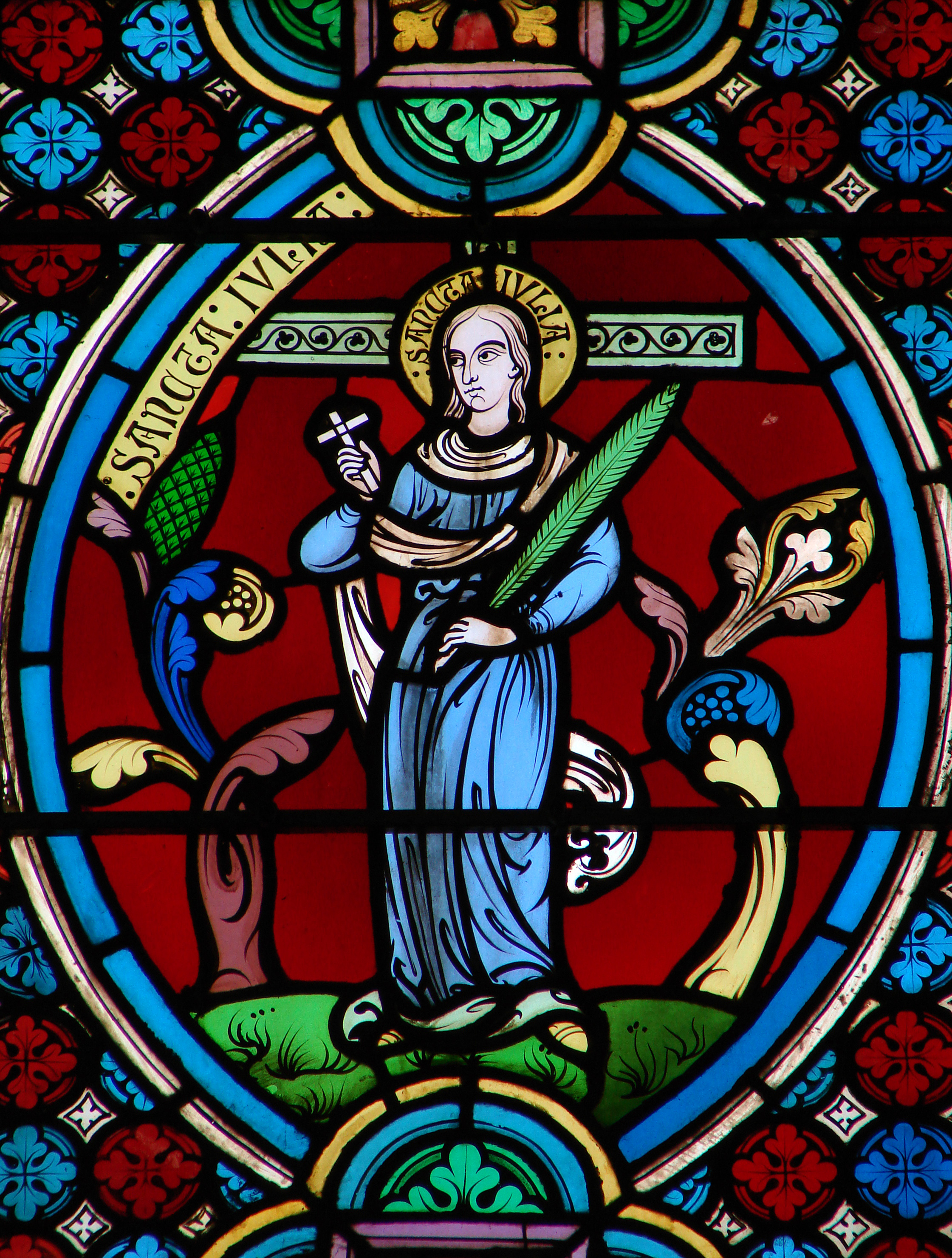
Fönstermosaik från 1867 i katedralen i Meaux, som föreställer Julia. Hon står framför ett kors, vilket symboliserar hennes korsfästelse. I ena handen håller hon ett palmblad, vilket är en symbol för martyrskapet.

Julia av Korsika (italienska: Santa Giulia da Corsica; franska: Sainte Julie) eller Julia av Karthago, född i Karthago, död omkring år 439 på Korsika, var en jungfru och martyr som vördas som kristet helgon, med festdag den 22 maj. Tillsammans med Devota är hon Korsikas skyddshelgon.

## Biografi

Hieronymus Bosch, Sankta Julias korsfästelse.

Julia finns med i de flesta översiktverk över helgon; uppgifterna om hennes liv varierar ofta i dessa men en del fakta brukar hållas för sanna. Det finns emellertid flera teorier om vem hon var, och när hon levde. Den huvudsakliga källan till hennes liv är ett verk av Victor Vitensis, biskop av Afrika och hennes samtida. Det finns också reliker som styrker hennes existens, vilka återfanns där hennes biografer sade att de skulle finnas.
Det finns inga beskrivningar av hennes utseende, men traditionen har ibland tänkt sig henne som mörkhyad. Den europeiska ikonografin brukar dock avbilda henne som europé.
Victor Vitensis arbete, Historia persecutionis Africanae Provinciae, temporibus Geiserici and Hunirici regum Wandalorum, berättar om hur Karthago 439 intogs av Geiseric, kung av hunnerna och vandalerna. Verkets andra del, Passio Sanctae Juliae virginis & martyris, vilken dock endast finns i Thierry Ruinarts avskrift av verket, handlar om Julia.
I Passio Sanctae Juliae virginis & martyris verkar Julia redan vördas som martyr. Baserat på källan brukar man anta att hon såldes som slav efter att Geiseric intagit Karthago, ett öde många karthagiska kvinnor gick till mötes. Hon skall så snart hennes arbete tillät ha ägnat sig åt bön och läsning. Av en händelse hamnade hon på ett skepp som var på väg till Korsika. Där möttes hon av en romare som ogillade kristendomen, och när hon vidhöll sin tro på Kristus, torterades hon för att slutligen korsfästas. Enligt en legend kom änglar och hämtade henne till himlen, och enligt en annan flög en duva ut ur hennes mun vid hennes dödsögonblick.
Det förekommer en annan legend, där Julia i stället levde på 500- eller 600-talet, och dödades av morerna, Ytterligare en legend berättar att hon egentligen dog i Karthago, och att hennes reliker sedan fördes till Korsika undan de arianska vandalerna.
Hennes reliker fördes så småningom till Brescia, där påve Paulus I invigde en kyrka till hennes åminnelse. Det var en populär vallfartsort under medeltiden.

## Eftermäle
Asteroiden 89 Julia är uppkallad efter henne.